# Fexhe-Slins
Pour les articles homonymes, voir Fexhe.
Fexhe-Slins (en wallon Fexhe-Silin) est une section de la commune belge de Juprelle située en Région wallonne dans la province de Liège. C'était une commune à part entière avant la fusion des communes de 1977. Fexhe-Slins a deux hameaux : Anixhe et Tilice.

## Étymologie
Fexhe :
Ce premier élément est généralement interprété comme venant du vieux-néerlandais ou du vieux-francique, "fex" ou "fexha" (terme signifiant "fauche", "terrain fauché" ou "champ"). 
Slins :
Le deuxième élément, Slins, pourrait venir du nom germanique "sling" ou "slinc", signifiant "détour" ou "courbe". Une autre possibilité est que Slins pourrait être une variation d’un mot désignant une zone humide ou marécageuse, d'où une connexion avec des terres peu élevées ou marécageuses.
Le nom Fexhe-Slins pourrait donc signifier "le champ fauché près du détour" ou "le terrain cultivé autour du marécage", en fonction de l’interprétation de Slins.

## Démographie
- Sources : INS, Rem. : 1831 jusqu'en 1970 = recensements, 1976 = nombre d'habitants au 31 décembre.

## Patrimoine et culture

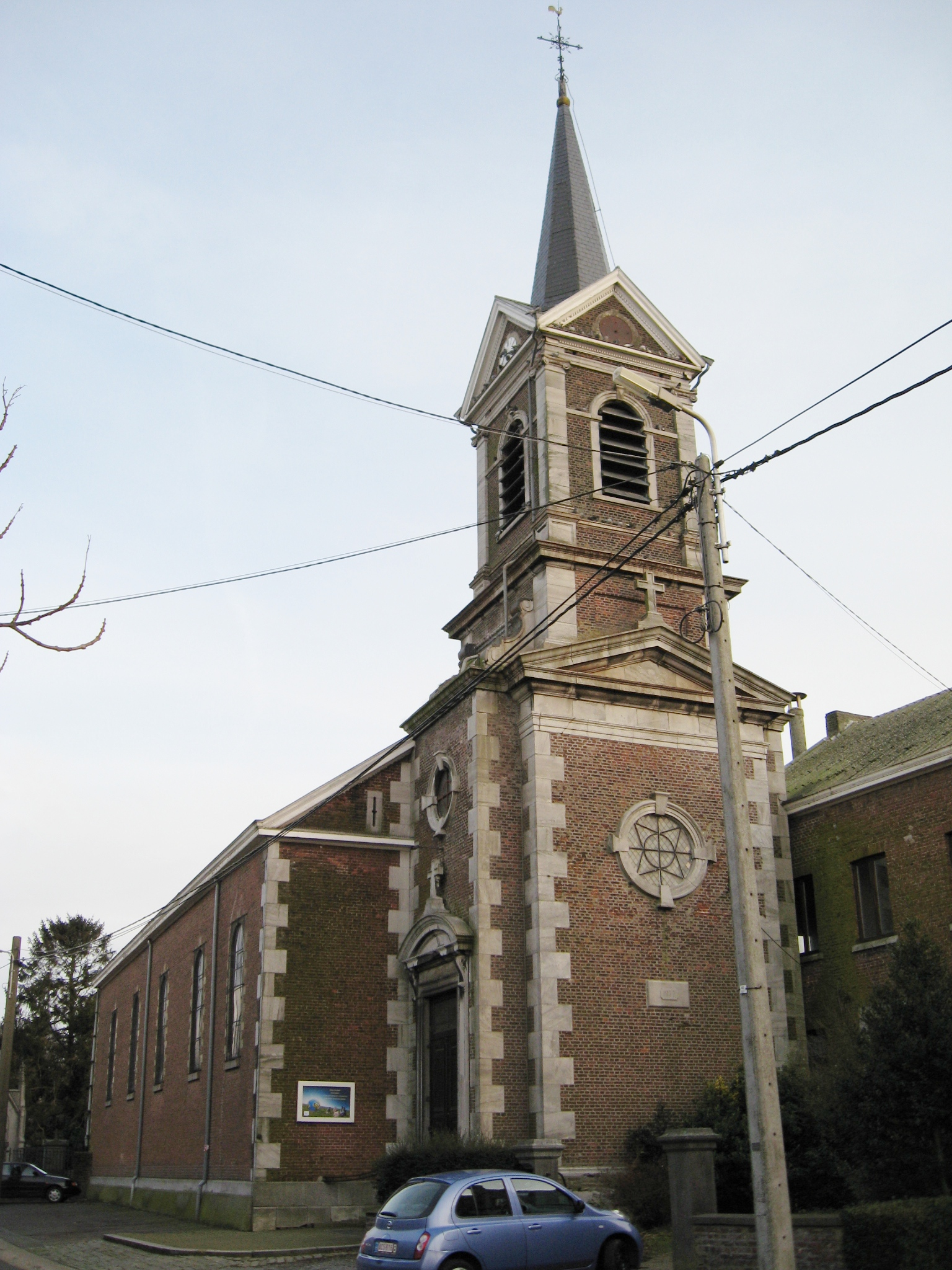
L'église Saint-Remacle.
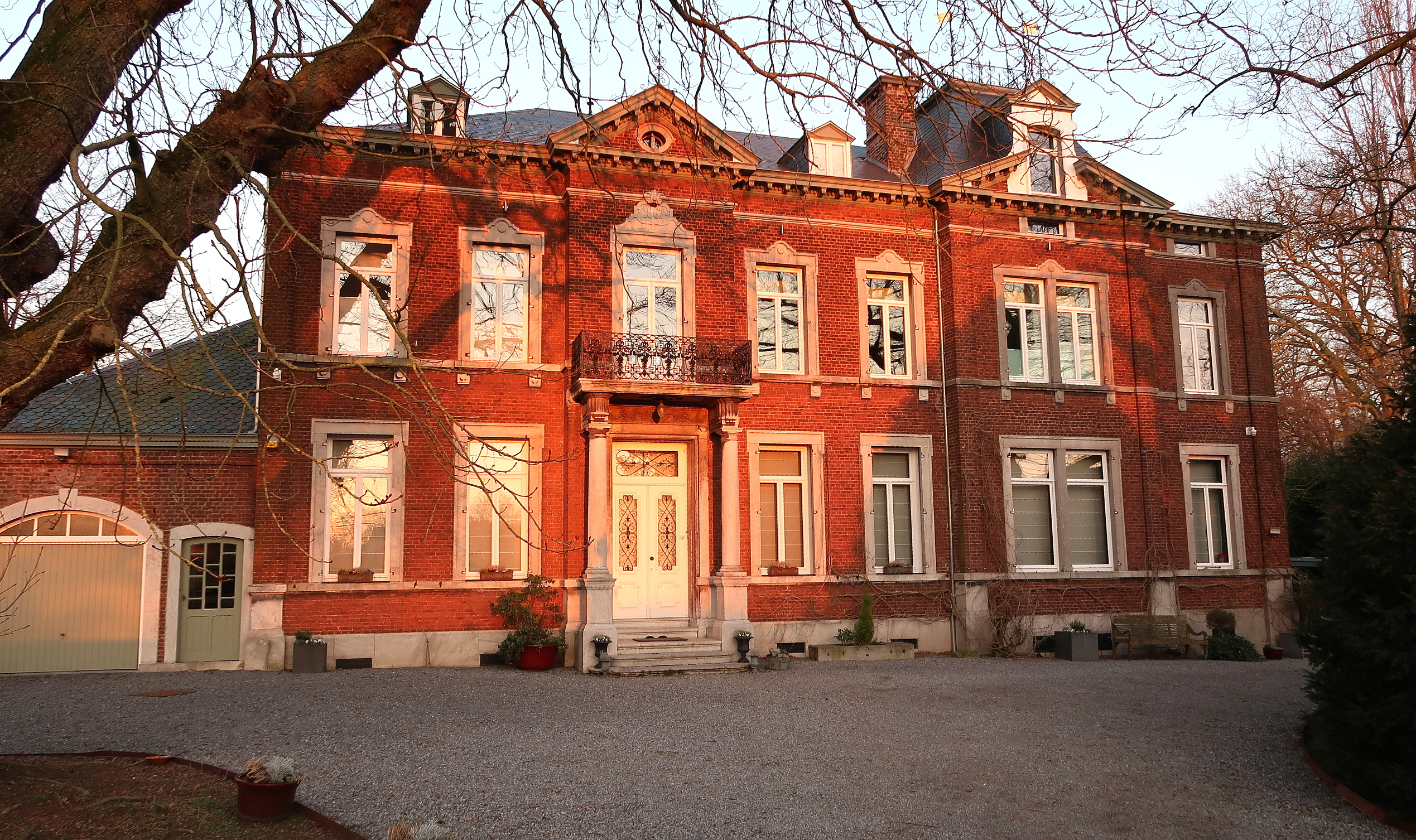
Château Polet.
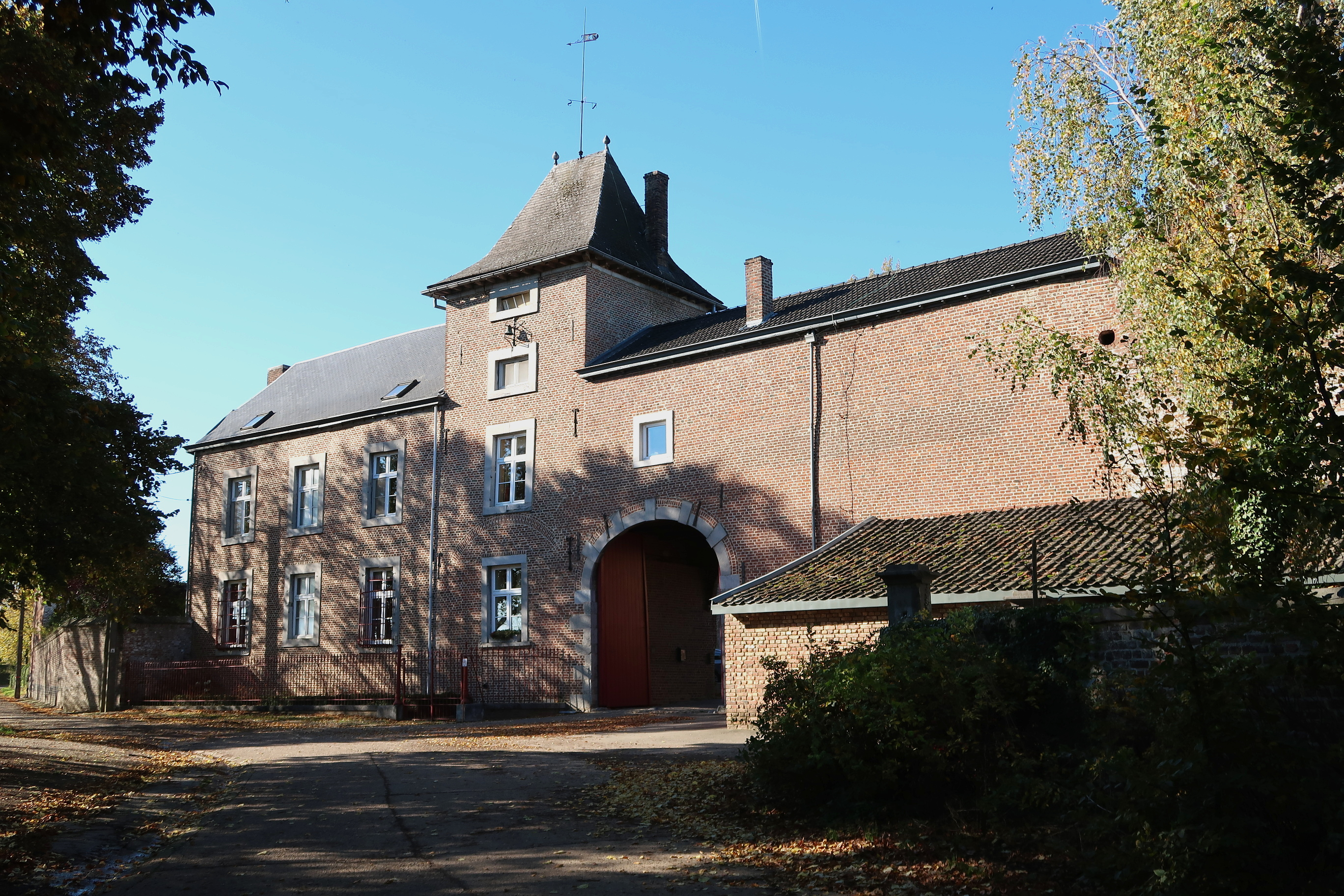
Ferme de Tilice.